# Puffin Browser
Puffin Browser é um navegador web desenvolvido pela CloudMosa para Android e iOS (Windows em versão beta). O navegador também utiliza uma arquitetura de software dividida, em que algum processamento é realizado em servidores de computação em nuvem para melhorar o desempenho de carregamento de páginas Web e reduzir a utilização de largura de banda.
Ele inclui o Adobe Flash Player, que é necessário para reproduzir conteúdo em Flash. Inclui também capacidades de trackpad, gamepad e keyboard virtuais.